# Allsvenskan de 1972
A Primeira Divisão do Campeonato Sueco de Futebol da temporada 1972, denominada oficialmente de Allsvenskan 1972, foi a 48º edição da principal divisão do futebol sueco. O campeão foi o Åtvidabergs FF que conquistou seu 1º título na história da competição. 

## Classificação final
| Pos | Equipe             | Pts | J  | V  | E  | D  | GP | GC | SG  | Classificação ou descenso                     |
| --- | ------------------ | --- | -- | -- | -- | -- | -- | -- | --- | --------------------------------------------- |
| 1   | Åtvidabergs FF (C) | 33  | 22 | 15 | 3  | 4  | 65 | 22 | +43 | 1973–74 European Cup First round              |
| 2   | AIK                | 32  | 22 | 11 | 10 | 1  | 41 | 24 | +17 | 1973–74 UEFA Cup First round                  |
| 3   | Östers IF          | 26  | 22 | 11 | 4  | 7  | 37 | 24 | +13 | 1973–74 UEFA Cup First round                  |
| 4   | IFK Norrköping     | 24  | 22 | 9  | 6  | 7  | 34 | 32 | +2  |                                               |
| 5   | Örebro SK          | 23  | 22 | 8  | 7  | 7  | 31 | 30 | +1  |                                               |
| 6   | Malmö FF           | 23  | 22 | 9  | 5  | 8  | 27 | 26 | +1  | 1973–74 European Cup Winners' Cup First round |
| 7   | Djurgårdens IF     | 21  | 22 | 8  | 5  | 9  | 41 | 39 | +2  |                                               |
| 8   | Landskrona BoIS    | 21  | 22 | 6  | 9  | 7  | 29 | 29 | 0   |                                               |
| 9   | Örgryte IS         | 20  | 22 | 7  | 6  | 9  | 21 | 31 | −10 |                                               |
| 10  | Hammarby IF        | 17  | 22 | 5  | 7  | 10 | 30 | 47 | −17 |                                               |
| 11  | GAIS               | 12  | 22 | 4  | 4  | 14 | 32 | 56 | −24 |                                               |
| 12  | Halmstads BK (R)   | 12  | 22 | 2  | 8  | 12 | 14 | 42 | −28 | Relegation to Division 2                      |

1. ↑  Malmö FF classificado para a Taça dos Clubes Vencedores de Taças como campeão da Svenska Cupen 1972–73.

## Premiação
| Allsvenskan 1972                   |
| Sweden                             |
| ---------------------------------- |
| ÅTVIDABERGS FF Campeão (1º título) |